# Hoplia errata
Hoplia errata är en skalbaggsart som beskrevs av Leon Fairmaire 1898. Hoplia errata ingår i släktet Hoplia och familjen Melolonthidae. Inga underarter finns listade i Catalogue of Life.